# Segunda Categoría de Ecuador 1981
El Campeonato Ecuatoriano de Fútbol de Segunda Categoría 1981 fue la edición n.º 8 de la tercera división del fútbol ecuatoriano, este torneo fue el tercer escalafón de la pirámide del Fútbol Ecuatoriano por detrás de la Serie B y que comenzó a disputarse el 3 de octubre y terminaría el 15 de noviembre de 1981. Cabe recordar que el ganador de este torneo tendría que participar en el mini torneo de promoción por el ascenso de la Serie B en la cual participarían los equipos de menor puntaje en la tabla acumulada del Campeonato Ecuatoriano de Fútbol Serie B 1981, que no pudieran haber logrado el ascenso en ninguna de la 2 etapas o torneos cortos y en la cual si el campeón de la Segunda Categoría no lograse ubicarse en ninguno de los 2 primeros puesto volvería a jugar en la Segunda Categoría para la siguiente temporada, el primer semestre del año se jugó los campeonatos provinciales, y en segundo semestre las Fases: Regional, Nacional y la Fase Final.
La LDE obtendría su segundo título y la oportunidad de participar en el Torneo de Promoción de ascenso e Permanencia del Campeonato Ecuatoriano de Fútbol Serie B 1981, mientras que Juventud Italiana obtendría el primer subcampeonato.

## Sistema de campeonato
FASE PROVINCIAL (Primera Etapa)
- La Primera Fase estuvo formada por los Campeonatos provinciales organizados por cada Asociación de Fútbol (7 en ese entonces), los campeones y vicecampeones clasificarón al Zonal Regional.

FASE REGIONAL (Segunda Etapa)
- La Zona 1 estuvo integrada por las provincias deː Manabí, El Oro y Tungurahua.
- La Zona 2 estuvo integrada por las provincias deː Guayas, Azuay, Los Ríos y Pichincha

- La zona 1 jugara con 3 equipos, mientras que la Zona 2 con los restantes 4 equipos de los cuales participaron por sorteo previo en encuentros de ida y vuelta clasificaron a la tercera etapa el equipo con mayor cantidad de puntos posibles.

FASE FINAL (Tercera Etapa)
- Se jugó una final a doble partido, el ganador fue reconocido como campeón de la Segunda Categoría 1981 y además jugó en el torneo de promoción por el cupo a la Serie B 1982.

## Equipos clasificados
| Asociación        | Equipo                 | Vía de clasificación                               |
| ----------------- | ---------------------- | -------------------------------------------------- |
| Azuay 1 cupo      | Tecni Club             | Campeón de la Segunda Categoría de Azuay 1981      |
| El Oro 1 cupo     | Estudiantes Octubrinos | Campeón de la Segunda Categoría de El Oro 1981     |
| Guayas 1 cupo     | LDE                    | Campeón de la Segunda Categoría de Guayas 1981     |
| Los Ríos 1 cupo   | San Camilo             | Campeón de la Segunda Categoría de Los Ríos 1981   |
| Manabí 1 cupo     | Juventud Italiana      | Campeón de la Segunda Categoría de Manabí 1981     |
| Pichincha 1 cupo  | Politécnico            | Campeón de la Segunda Categoría de Pichincha 1981  |
| Tungurahua 1 cupo | América de Ambato      | Campeón de la Segunda Categoría de Tungurahua 1981 |

## Zona 1
Los equipos de Manabí, El Oro y Tungurahua.

### Grupo A
|  |    | Equipo                 | PJ | PG | PE | PP | GF | GC | DG  | PTS |
|  | -- | ---------------------- | -- | -- | -- | -- | -- | -- | --- | --- |
|  | 1° | Juventud Italiana      | 4  | 4  | 0  | 0  | 14 | 2  | +12 | 8   |
|  | 2º | Estudiantes Octubrinos | 4  | 1  | 0  | 3  | 3  | 7  | -4  | 2   |
|  | 3º | América de Ambato      | 4  | 1  | 0  | 3  | 4  | 13 | -9  | 2   |

|  | Clasifica a la final |

### Partidos y resultados
| Fecha 1           | Fecha 1   | Fecha 1                |
| Equipo Local      | Resultado | Equipo Visitante       |
| ----------------- | --------- | ---------------------- |
| Juventud Italiana | 1-0       | Estudiantes Octubrinos |

| Fecha 2                | Fecha 2   | Fecha 2           |
| Equipo Local           | Resultado | Equipo Visitante  |
| ---------------------- | --------- | ----------------- |
| Estudiantes Octubrinos | 1-2       | América de Ambato |

| Fecha 3           | Fecha 3   | Fecha 3           |
| Equipo Local      | Resultado | Equipo Visitante  |
| ----------------- | --------- | ----------------- |
| América de Ambato | 1-5       | Juventud Italiana |

| Fecha 4                | Fecha 4   | Fecha 4           |
| Equipo Local           | Resultado | Equipo Visitante  |
| ---------------------- | --------- | ----------------- |
| Estudiantes Octubrinos | 1-3       | Juventud Italiana |

| Fecha 5           | Fecha 5   | Fecha 5                |
| Equipo Local      | Resultado | Equipo Visitante       |
| ----------------- | --------- | ---------------------- |
| América de Ambato | 1-2       | Estudiantes Octubrinos |

| Fecha 6           | Fecha 6   | Fecha 6           |
| Equipo Local      | Resultado | Equipo Visitante  |
| ----------------- | --------- | ----------------- |
| Juventud Italiana | 5-0       | América de Ambato |

## Zona 2
Los equipos de Guayas, Azuay, Pichincha y Los Ríos.

### Grupo B
|  |    | Equipo      | PJ | PG | PE | PP | GF | GC | DG  | PTS |
|  | -- | ----------- | -- | -- | -- | -- | -- | -- | --- | --- |
|  | 1° | LDE         | 6  | 5  | 0  | 1  | 17 | 4  | +13 | 10  |
|  | 2º | Politécnico | 6  | 4  | 1  | 1  | 15 | 6  | +9  | 9   |
|  | 3º | Tecni Club  | 6  | 0  | 2  | 4  | 6  | 21 | -15 | 2   |
|  | 4º | San Camilo  | 6  | 0  | 1  | 5  | 4  | 19 | -15 | 1   |

|  | Clasifica a la final |

### Partidos y resultados
| Fecha 1      | Fecha 1   | Fecha 1          |
| Equipo Local | Resultado | Equipo Visitante |
| ------------ | --------- | ---------------- |
| LDE          | 5-1       | San Camilo       |
| Tecni Club   | 1-1       | Politécnico      |

| Fecha 2      | Fecha 2   | Fecha 2          |
| Equipo Local | Resultado | Equipo Visitante |
| ------------ | --------- | ---------------- |
| Politécnico  | 1-0       | LDE              |
| San Camilo   | 5-1       | Tecni Club       |

| Fecha 3      | Fecha 3   | Fecha 3          |
| Equipo Local | Resultado | Equipo Visitante |
| ------------ | --------- | ---------------- |
| LDE          | 3-1       | Tecni CLub       |
| San Camilo   | 0-3       | Politécnico      |

| Fecha 4      | Fecha 4   | Fecha 4          |
| Equipo Local | Resultado | Equipo Visitante |
| ------------ | --------- | ---------------- |
| San Camilo   | 0-1       | LDE              |
| Politécnico  | 6-1       | Tecni Club       |

| Fecha 5      | Fecha 5   | Fecha 5          |
| Equipo Local | Resultado | Equipo Visitante |
| ------------ | --------- | ---------------- |
| Tecni Club   | 2-2       | San Camilo       |
| LDE          | 4-1       | Politécnico      |

| Fecha 6      | Fecha 6   | Fecha 6          |
| Equipo Local | Resultado | Equipo Visitante |
| ------------ | --------- | ---------------- |
| Tecni Club   | 0-4       | LDE(G)           |
| Politécnico  | 3-0       | San Camilo       |

### Final
La disputaron Juventud Italiana ganador del Grupo A de la Zona 1 y LDE(G) ganador del Grupo B de la Zona 2, ganando la serie; el equipo de LDE(G) y el cual jugara el torneo de Promoción de Ascenso e Permanencia.
| Ciudad                                         | Equipo local      | Resultado | Equipo visitante  |
| ---------------------------------------------- | ----------------- | --------- | ----------------- |
| Guayaquil                                      | LDE               | 6-3       | Juventud Italiana |
| Manta                                          | Juventud Italiana | 1-2       | LDE               |
| LDE gana el Título con marcador global de 8-4. |                   |           |                   |

### Campeón
|                 |
| LDE 2.do Título |

### Torneo de Promoción de ascenso e Permanencia
Para dicho torneo participaría los 4 equipos de peor puntaje en la tabla acumulada de la Serie B 1981 y a esto se le sumaba LDE que era el campeón de la Segunda Categoría, de los cuales los dos equipos mejor puntuados mantendrían la categoría o ascendería para la siguiente temporada, mientras que el resto de equipos descendía a Segunda Categoría para la siguiente temporada.

### Partidos y resultados
| Fecha 1      | Fecha 1   | Fecha 1          |
| Equipo Local | Resultado | Equipo Visitante |
| ------------ | --------- | ---------------- |
| LDE          | 2-0       | Dep.del Valle    |
| Macara       | 6-1       | Bonita Banana    |

| Fecha 2       | Fecha 2   | Fecha 2          |
| Equipo Local  | Resultado | Equipo Visitante |
| ------------- | --------- | ---------------- |
| Dep.Quevedo   | 2-1       | Bonita Banana    |
| Dep.del Valle | 0-4       | Macara           |

| Fecha 3       | Fecha 3   | Fecha 3          |
| Equipo Local  | Resultado | Equipo Visitante |
| ------------- | --------- | ---------------- |
| LDE           | 1-1       | Dep.Quevedo      |
| Dep.del Valle | 1-0       | Bonita Banana    |

| Fecha 4       | Fecha 4   | Fecha 4          |
| Equipo Local  | Resultado | Equipo Visitante |
| ------------- | --------- | ---------------- |
| Dep.del Valle | 3-0       | Dep.Quevedo      |
| Macara        | 3-2       | LDE              |

| Fecha 5       | Fecha 5   | Fecha 5          |
| Equipo Local  | Resultado | Equipo Visitante |
| ------------- | --------- | ---------------- |
| Bonita Banana | 5-1       | LDE(G)           |
| Dep.Quevedo   | 2-1       | Macara           |

| Fecha 6      | Fecha 6   | Fecha 6          |
| Equipo Local | Resultado | Equipo Visitante |
| ------------ | --------- | ---------------- |
| LDE          | 3-1       | Bonita Banana    |
| Macara       | 6-1       | Dep.Quevedo      |

| Fecha 7      | Fecha 7   | Fecha 7          |
| Equipo Local | Resultado | Equipo Visitante |
| ------------ | --------- | ---------------- |
| LDE          | 3-1       | Bonita Banana    |
| Dep.Quevedo  | 4-2       | Dep.del Valle    |

| Fecha 8       | Fecha 8   | Fecha 8          |
| Equipo Local  | Resultado | Equipo Visitante |
| ------------- | --------- | ---------------- |
| Dep.Quevedo   | 4-2       | LDE              |
| Bonita Banana | 1-0       | Dep.del Valle    |

| Fecha 9       | Fecha 9   | Fecha 9          |
| Equipo Local  | Resultado | Equipo Visitante |
| ------------- | --------- | ---------------- |
| Bonita Banana | 1-2       | Dep.Quevedo      |
| Macara        | 5-0       | Dep.del Valle    |

| Fecha 10      | Fecha 10  | Fecha 10         |
| Equipo Local  | Resultado | Equipo Visitante |
| ------------- | --------- | ---------------- |
| Bonita Banana | 2-0       | Macara           |
| Dep.del Valle | 1-1       | LDE              |

## Tabla de posiciones
|  |  |    | Equipo        | PJ | PG | PE | PP | GF | GC | DG  | PTS |
|  |  | -- | ------------- | -- | -- | -- | -- | -- | -- | --- | --- |
|  |  | 1. | Dep.Quevedo   | 8  | 5  | 1  | 2  | 16 | 17 | -1  | 11  |
|  |  | 2. | Macará        | 8  | 5  | 0  | 3  | 27 | 11 | +16 | 10  |
|  |  | 4. | LDE           | 8  | 3  | 2  | 3  | 15 | 17 | -2  | 8   |
|  |  | 4. | Bonita Banana | 8  | 3  | 0  | 5  | 12 | 15 | -3  | 6   |
|  |  | 5. | Dep.del Valle | 8  | 2  | 1  | 5  | 7  | 17 | -10 | 5   |

 Pts=Puntos; PJ=Partidos jugados; G=Partidos ganados; E=Partidos empatados; P=Partidos perdidos; GF=Goles a favor; GC=Goles en contra; Dif=Diferencia de gol
|  | Descendieron a Segunda Categoría. |

## Clasificación final
|                                                  |                                                  |                                                |
| Bonita Banana Descendió a Segunda Categoría 1982 | Dep.del Valle Descendió a Segunda Categoría 1982 | LDE Permaneció en Segunda Categoría del Guayas |

## Tabla General
|  |  |    | Equipo                 | PJ | PG | PE | PP | GF | GC | DG  | PTS |
|  |  | -- | ---------------------- | -- | -- | -- | -- | -- | -- | --- | --- |
|  |  | 1º | LDE                    | 8  | 7  | 0  | 1  | 25 | 5  | +20 | 14  |
|  |  | 2° | Juventud Italiana      | 6  | 4  | 0  | 2  | 17 | 10 | +7  | 8   |
|  |  | 3º | Politécnico            | 6  | 4  | 1  | 1  | 15 | 6  | +9  | 9   |
|  |  | 4º | Estudiantes Octubrinos | 4  | 1  | 0  | 3  | 3  | 7  | -4  | 2   |
|  |  | 5º | América de Ambato      | 4  | 1  | 0  | 3  | 4  | 13 | -9  | 2   |
|  |  | 6º | Tecni Club             | 6  | 0  | 2  | 4  | 6  | 21 | -15 | 2   |
|  |  | 7º | San Camilo             | 6  | 0  | 1  | 5  | 4  | 19 | -15 | 1   |

PJ = Partidos jugados; PG = Partidos ganados; PE = Partidos empatados; PP = Partidos perdidos; GF = Goles a favor; GC = Goles en contra; DG = Diferencia de gol; PTS = Puntos
|  | Campeón, jugó los Juegos de Promoción por el ascenso a la Serie B 1982. |